# François De Souza
François de Souza, né le 28 mars 1931 à Gréasque et décédé le 18 juillet 2014 à Nîmes, était un joueur de pétanque français. 

## Biographie
Il est droitier et se positionne en tireur.

## Clubs
- ?-? : Olympique de Montpellier (Hérault)
- ?-? : A-S Boucherie Montpellier (Hérault)

Quissac Boules de l'enclos (Gard)

## Palmarès[2],[3]

### Séniors

#### Championnat du Monde
Champion du Monde
- Triplette 1959 (avec Marcel Marcou et Fernand Maraval) :  Équipe de France
- Triplette 1961 (avec Marcel Marcou et Fernand Maraval) :  Équipe de France
- Triplette 1963 (avec Marcel Marcou et Fernand Maraval) :  Équipe de France

Champion du monde une quatrième fois avec Marcel Marcou et Fernand Maraval  François De souza et son équipe non jamais étaient détrône ! Ils ont pas pu défendre leurs titre de champion du monde.

#### Championnats de France
Finaliste
- Triplette 1959 (avec Marcel Marcou et Fernand Maraval) : Olympique de Montpellier